# Giulia Moroni
Giulia Moroni (Loreto, 12 maggio 1994) è una cestista italiana.
Alta 168 cm per 65 kg di peso, in campo viene impiegata come playmaker.

## Carriera

### Club
Esordisce a 15 anni in Serie A2 con il Faleria 2000 Basket.
Dalla stagione 2010-11 gioca per l'Ancona Basket in Serie A2. Gioca per la società dorica per quattro stagioni segnando a referto ottime prestazioni.
L'8 agosto 2014 viene confermato il suo ingaggio da parte della Pallacanestro Vigarano in Serie A. Il 19 febbraio 2015 la società ferrarese cede la giocatrice ad Umbertide.
Nel 2017 si trasferisce a Broni, dove rimane per tre stagioni.
Nella stagione 2020-21 entra nel roster della Basket Girls Ancona in Serie B.
Dal 1º novembre 2020 viene ingaggiata da Battipaglia.

### Nazionale
Giulia viene notata dalla Nazionale Italiana nel 2012 quando viene convocata dall'U-18.
Nel 2012 entra a far parte della nazionale Under-20 con la quale si allena in preparazione all'Europeo di categoria.

## Statistiche
| Stagione        | Squadra         | Competizione    | Partite | Partite | Partite | Statistiche tiro | Statistiche tiro | Statistiche tiro | Altre statistiche | Altre statistiche | Altre statistiche | Altre statistiche | Altre statistiche |
| Stagione        | Squadra         | Competizione    | Pres.   | Titol.  | Minuti  | Tiri da 2        | Tiri da 3        | Liberi           | Rimb.             | Assist            | Rubate            | Stopp.            | Punti             |
| --------------- | --------------- | --------------- | ------- | ------- | ------- | ---------------- | ---------------- | ---------------- | ----------------- | ----------------- | ----------------- | ----------------- | ----------------- |
| 2009-2010       | Faleria         | Serie A2        | 9       | 0       | 25      | 0/0              | 0/0              | 2/2              | 3                 | 0                 | 1                 | 0                 | 2                 |
| 2010-2011       | Ancona          | Serie A2        | 5       | 0       | 40      | 3/7              | 0/3              | 3/8              | 4                 | 2                 | 1                 | 0                 | 9                 |
| 2011-2012       | Ancona          | Serie A2        | 22      | 1       | 150     | 4/16             | 1/8              | 24/32            | 7                 | 1                 | 8                 | 1                 | 35                |
| 2012-2013       | Ancona          | Serie A2        | 26      | 26      | 796     | 40/89            | 17/56            | 52/69            | 75                | 15                | 31                | 0                 | 183               |
| 2013-2014       | Ancona          | Serie A2        | 20      | 20      | 513     | 33/74            | 13/56            | 36/44            | 44                | 12                | 22                | 0                 | 147               |
| 2014-2015       | Vigarano        | Serie A1        | 18      | 14      | 479     | 26/64            | 27/64            | 27/32            | 44                | 31                | 15                | 0                 | 160               |
| da feb. 2015    | Umbertide       | Serie A1        | 8       | 1       | 96      | 4/12             | 0/6              | 0/0              | 7                 | 1                 | 4                 | 0                 | 8                 |
| 2015-2016       | Umbertide       | Serie A1        | 28      | 28      | 684     | 32/70            | 14/60            | 25/32            | 69                | 26                | 44                | 1                 | 131               |
| 2016-2017       | Umbertide       | Serie A1        | 24      | 23      | 600     | 32/90            | 15/55            | 19/24            | 78                | 41                | 23                | 2                 | 128               |
| 2017-2018       | Broni           | Serie A1        | 24      | 24      | 641     | 32/82            | 24/76            | 19/25            | 66                | 46                | 17                | 1                 | 155               |
| 2018-2019       | Broni           | Serie A1        | 7       | 7       | 154     | 5/12             | 6/15             | 11/18            | 14                | 21                | 3                 | 1                 | 39                |
| 2019-2020       | Broni           | Serie A1        | 20      | 18      | 402     | 11/32            | 12/33            | 19/22            | 47                | 55                | 18                | 1                 | 77                |
| da nov. 2020    | Battipaglia     | Serie A1        |         |         |         | /                | /                | /                |                   |                   |                   |                   |                   |
| 2021-2022       | Dinamo Sassari  | Serie A1        |         |         |         | /                | /                | /                |                   |                   |                   |                   |                   |
| Totale carriera | Totale carriera | Totale carriera | 211     | 162     | 4580    | 222/548          | 129/432          | 237/308          | 458               | 251               | 187               | 7                 | 1074              |